# Дончо Златков
Андон Златков Томов, известен като Дедо Дончо войвода, Палатски, Арамията и Пиринския цар, е български хайдутин и революционер, петрички войвода на Върховния македоно-одрински комитет и депутат в Народното събрание.

## Биография
Дончо Златков е роден в малешевското село Палат. Син е на Златко войвода – хайдушки предводител и участник в Кресненско-Разложкото въстание. Завършва четвърто отделение в Дупница, където баща му се преселва. От 1884 година действа с чета из Пирин и Малешевската планина и се занимава главно с разбойничество. Участва в Четническата акция на Македонския комитет през 1895 година. След нея отново се занимава с разбойничество.
В кореспонденция с Никола Малешевски през пролетта на 1897 година Гоце Делчев, уведомен за злодеяние на Дончо и неговите „герои“, пише:
| „ | Надали има народ, който толкова много да е търпел от своите синове изроди, колкото македонския! | “ |

Според дееца на Вътрешната организация Христо Силянов:
| „ | За сѫщия Дончо Златковъ зап. полковникъ Венедиковъ ми разправи следното: „Бѣше въ 1899 г. края или въ началото на 1900 г. Дѣдо Анго и Дончо съ четата си нападнаха и обраха вѫтре куриера на Върховния комитетъ и му задигнаха около 200 наполеона комитетски пари, изпратени въ вѫтрешностьта. Сарафовъ искаше да бѫдатъ застреляни и двамата, но азъ не искахъ да се пролива кръвь и замънихме наказанието съ бой. На дѣдо Анго се удариха 25 тояги, но Дончо предугади и успѣ съ време да избѣга”. | “ |

През 1901 година под въздействие на Стойко Бакалов се присъединява към ВМОК, като преди това според Христо Силянов му е отказано да бъде приет във ВМОРО. Четата му се поддържа с храна, облекло и въоръжение от Кюстендилското македоно-одринско дружество.
През лятото на 1901 година по време на аферата „Мис Стоун“, Златков напада четата на Яне Сандански при село Тросково с цел да отвлече американските мисионерки.
Войвода е на чета в Горноджумайското въстание през 1902 година. По време на Илинденско-Преображенското въстание през 1903 година действа с чета в Серския революционен окръг. След въстанието остава в Петричко и продължава борбата с турците и с ВМОРО, с която стига до въоръжени конфликти.
На 1 септември 1912 година Дончо войвода посещава Варна заедно със секретаря си, където пребивава за лечение в Марийнската държавна болница.
През Балканската война от 1912 – 1913 година Дончо войвода е начело на доброволческа чета № 42, числяща се към Македоно-одринско опълчение с численост 92 четници, действаща в помощ на българската армия в Петричко заедно с четите на Никола Герасимов, Лазар Делев и Тане Николов, а по-късно е зачислен в Първа рота на Четиринадесета воденска дружина. Заедно с другите чети води сражения при Рупелското дефиле, Сенокос, Градево. Дончовата чета навлиза в опразнения от турците град Кукуш след Тодор Александров и извършва големи зверства над мирното турско население, в село Коркутово изгаря живи затворени в плевни жители. Почти по едно и също време надпреварващите се чети на Дончо Златков и Яне Сандански влизат в Солун след предаването на града от Тахсин паша.
| Чета № 42 на МОО с командир Дончо Златков | Чета № 42 на МОО с командир Дончо Златков | Чета № 42 на МОО с командир Дончо Златков | Чета № 42 на МОО с командир Дончо Златков | Чета № 42 на МОО с командир Дончо Златков | Чета № 42 на МОО с командир Дончо Златков |
| Номер                                     | Име                                       | Години                                    | Околия                                    | Селище                                    | Бележки                                   |
| ----------------------------------------- | ----------------------------------------- | ----------------------------------------- | ----------------------------------------- | ----------------------------------------- | ----------------------------------------- |
| .                                         | Ангел Николов                             | 26                                        | Горноджумайско                            | Бистрица                                  |                                           |
| .                                         | Ангел Христов                             | 30                                        | Прищинско                                 | Баловац                                   |                                           |
| .                                         | Арсо Алексов                              | 27                                        | Малешевско                                | Берово                                    |                                           |
| .                                         | Атанас Бутковски                          |                                           | Сярско                                    | Бутково                                   |                                           |
| .                                         | Атанас Василев                            |                                           | Сярско                                    | Просеник                                  |                                           |
| .                                         | Атанас Щерев (Щерюв)                      | 37                                        | Сярско                                    | Сяр                                       |                                           |
| .                                         | Вангел Димитров Панев                     | 24                                        | Мелнишко                                  | Врабча                                    |                                           |
| .                                         | Васил Милчев                              | 33                                        | Пехчевско                                 | Чифлик                                    |                                           |
| .                                         | Велик Динев                               | 20 (22)                                   | Валовищко                                 | Спатово                                   |                                           |
| .                                         | Велик Костадинов                          | 22                                        | Драмско                                   | Руждене                                   |                                           |
| .                                         | Гавраил (Гаврил) Ангелов                  | 35 (40)-годишен                           | Петричко                                  | Велющец                                   |                                           |
| .                                         | Гаврил Стоилов                            | 28                                        | Малешевско                                | Русиново                                  |                                           |
| .                                         | Георги Ангелов                            | 26-годишен                                | Петричко                                  | Драгуш                                    |                                           |
| .                                         | Георги Михайлов                           | 20 (32)                                   | Драмско                                   | Руждене                                   |                                           |
| .                                         | Георги Янакиев                            | 41 (45)                                   | Драмско                                   | Волак                                     |                                           |
| .                                         | Григор Хаджиилиев Хаджистоянов            | 40                                        | Мелнишко                                  | Влахи                                     |                                           |
| .                                         | Димитър Костадинов                        | 22                                        | Драмско                                   | Руждене                                   |                                           |
| .                                         | Ив[ан] Д. Костов (Костенцев)              | 20                                        | Валовищко                                 | Валовища                                  |                                           |
| .                                         | Иван Касчиев                              |                                           | Валовищко                                 | Мътница                                   |                                           |
| .                                         | Иван Наков                                |                                           | Валовищко                                 | Мътница                                   |                                           |
| .                                         | Иван Петров                               | 26                                        | Малешево                                  | Владимирово                               |                                           |
| .                                         | Иван Стоянов                              | 28                                        | Петричко                                  | Игуменец                                  |                                           |
| .                                         | Илия Ангелов                              | 20                                        | Петричко                                  | Петрич                                    |                                           |
| .                                         | Илия Георгиев                             | 38                                        | Валовищко                                 | Спатово                                   |                                           |
| .                                         | Илия Иванов Цицинков                      | 20                                        | Драмско                                   | Руждене                                   |                                           |
| .                                         | Илия Михайлов                             | 48                                        | Валовищко                                 | Спатово                                   |                                           |
| .                                         | Илия Николов                              | 20                                        | Неврокопско                               | Възем                                     |                                           |
| .                                         | Кирил Илиев                               | 27                                        | Велешко                                   | Велес                                     |                                           |
| .                                         | Коле Илиев                                | 25                                        | Горноджумайско                            | Бистрица                                  |                                           |
| .                                         | Коста Гюрджийски (Гюрджиклиев)            | 67 (70)                                   | Драмско                                   | Руждене                                   |                                           |
| .                                         | Коста Лютов                               | 31                                        | Мелнишко                                  | Левуново                                  |                                           |
| .                                         | Коста Чукаров                             | 30                                        | Малешевско                                | Русиново                                  |                                           |
| .                                         | Костадин Ангелов                          | 28                                        | Петричко                                  | Долна Рибница                             |                                           |
| .                                         | Костадин Богданов                         | 50                                        | Драмско                                   | Руждене                                   |                                           |
| .                                         | Костадин Танев                            |                                           | Валовищко                                 | Мътница                                   |                                           |
| .                                         | Костадин Тозев (Тозгов)                   | 34 (35)                                   | Драмско                                   | Руждене                                   |                                           |
| .                                         | Кръстьо Стоянов                           | 45                                        | Драмско                                   | Волак                                     |                                           |
| .                                         | Максим Блажов                             | 22                                        | Валовищко                                 | Валовища                                  |                                           |
| .                                         | Марин Георгиев                            | 20                                        | Драмско                                   | Волак                                     |                                           |
| .                                         | Миле Георгев                              |                                           | Валовищко                                 | Кеседжи чифлик                            |                                           |
| .                                         | Митре Ангелов                             |                                           | Мелнишко                                  | Кръстилци                                 |                                           |
| .                                         | Наке (Наке) Андонов                       | 20                                        | Струмишко                                 | Струмица                                  |                                           |
| .                                         | Неделчо Ангелов                           | 21                                        | Петричко                                  | Ширбаново                                 |                                           |
| .                                         | Никола Ангелов                            | 34                                        | Петричко                                  | Петрич                                    |                                           |
| .                                         | Павле Ангелов                             | 30                                        | Валовищко                                 | Спатово                                   |                                           |
| .                                         | Панайот Ангов                             | 40                                        | Мелнишко                                  | Златково                                  |                                           |
| .                                         | Панайот Христов                           | 25                                        | Горноджумайско                            | Бистрица                                  |                                           |
| .                                         | Панчо Тодоров                             | 45 (50)                                   | Мелнишко                                  | Държаново                                 |                                           |
| .                                         | Пано Алексиев                             | 35                                        | Малешево                                  | Владимирово                               |                                           |
| .                                         | Пано Дафчов Арнаудов                      | 30                                        | Гостиварско                               | Гостивар                                  |                                           |
| .                                         | Петко Панайотов                           | 28                                        | Петричко                                  | Петрич                                    |                                           |
| .                                         | Петко Стоянов                             | 29 (30)                                   | Драмско                                   | Волак                                     |                                           |
| .                                         | Петър Стойчев                             | 37 (45)                                   | Петричко                                  | Мечково                                   |                                           |
| .                                         | П. П. Андреев                             | 39                                        | Дупнишко                                  | Дупница                                   |                                           |
| .                                         | Стефан Кръстев                            | 20                                        | Драмско                                   | Руждене                                   |                                           |
| .                                         | Стойко Бакалов                            | 40                                        | Петричко                                  | Игуменец                                  |                                           |
| .                                         | Стойко Митев                              |                                           | Сярско                                    | Старошево                                 |                                           |
| .                                         | Стойне Ангелов                            | 29-годишен                                | Горноджумайско                            | Железница                                 |                                           |
| .                                         | Стою Стоянов                              | 36 (39)                                   | Валовищко                                 | Спатово                                   |                                           |
|                                           | Стоян                                     |                                           | Валовищко                                 | Липош                                     |                                           |
| .                                         | Стоян Ангелов                             | 33 (37)                                   | Мелнишко                                  | Лески                                     |                                           |
| .                                         | Стоян (Танчо) Андреев                     | 26                                        | Мелнишко                                  | Влахи                                     |                                           |
| .                                         | Стоян Гегов                               |                                           | Валовищко                                 | Кеседжи чифлик                            |                                           |
| .                                         | Стоян Христов                             | 34 (43)                                   | Валовищко                                 | Савяк                                     |                                           |
| .                                         | Стоян Иванов                              | 23                                        | Валовищко                                 | Хаджи бейлик                              |                                           |
| .                                         | Ташо Димитров                             | 30                                        | Валовищко                                 | Спатово                                   |                                           |
| .                                         | Тимо Ангелов                              | 34                                        | Валовищко                                 | Спатово                                   |                                           |
| .                                         | Тодор Карамфилов                          | 20                                        | Сярско                                    | Агова махала                              |                                           |
| .                                         | Тодор Константинов                        | 21                                        | Валовищко                                 | Спатово                                   |                                           |
| .                                         | Тодор Пашалиев                            |                                           | Валовищко                                 | Мътница                                   |                                           |
| .                                         | Трайко Донев                              |                                           | Кукушко                                   | Тодорово                                  |                                           |
| .                                         | Хараламби (Ралан) Анастасов               | 38                                        | Мелнишко                                  | Ощава                                     |                                           |
| .                                         | Христо Анастасов                          | 27                                        | Петричко                                  | Коларово                                  |                                           |
| .                                         | Христо Анастасов                          | 26                                        | Пехчевско                                 | Истевник                                  |                                           |
| .                                         | Христо Калев                              |                                           | Валовищко                                 | Мътница                                   |                                           |
| .                                         | Христо Кръстев                            | 28                                        | Пловдивско                                | Мечкюр                                    |                                           |
| .                                         | Хр[исто] Трайков                          | 18                                        | Валовищко                                 | Валовища                                  |                                           |
| .                                         | Хъшо Войвода                              | 36                                        | Кумановско                                | Куманово                                  |                                           |
| .                                         | Цветан Байгънов                           | 26 (27)                                   | Кумановско                                | Куманово                                  |                                           |
| .                                         | Янак Петров                               | 37                                        | Валовищко                                 | Спатово                                   |                                           |
| .                                         | Янаки Абрашев                             | 23                                        | Струмишко                                 | Струмица                                  |                                           |
| .                                         | Янко Попманушев                           | 27                                        | Струмишко                                 | Струмица                                  |                                           |

През 1914 година Златков е избран за народен представител от Струмишки окръг в XVII народно събрание от Либералната партия (радослависти).
Умира на 2 октомври 1918 година в Дупница.

## Архивът на Дончо Златков
Архивът на войводата е открит при разрушаването на родната му къща в село Палат. Той е предаден на Окръжния исторически музей в Благоевград през 1971 година. Документите от архива, на брой 1109, са заведени в инвентарните книги на отдел „Възраждане“ на музея. Това са писма, бележки, заповеди, записки, списъци, разписки, обръщения, протоколи, окръжни, актове, сметки, сведения и други.
Най-голям е броят на писмата (790) и на бележките (192). Повечето от тях са изпращани от селски ръководители или от войводи на местни чети, като Иван Смоларски, Бакалов, Терзиев и други. Една част от писмата са от ВМОК в София и са с организационен характер. Друга част от писмата и бележките са от местното население. Има и писма, писани от самия Дончо Златков. Важна информация се съдържа в списъците, които са 44 на брой. Между тях има описи за събрани пари, храни, дрехи, оръжие и други. Един от най-ценните документи е Протокол №1 от 12 юли 1905 година от конгрес на Петрички район. Повечето документи сега са реставрирани и консервирани.

## Други
С дейността на войводата е свързано името на планинския хребет Дончови караули в Пирин планина.